# Котиньола
Котиньола (итал. Cotignola) —  коммуна в Италии, располагается в регионе Эмилия-Романья, подчиняется административному центру Равенна.
Население составляет 6952 человека (на 2004 г.), плотность населения составляет 202 чел./км². Занимает площадь 34 км². Почтовый индекс — 48010. Телефонный код — 0545.
Покровителем населённого пункта считается святой Стефан. Праздник ежегодно празднуется 26 декабря.